# Carlos Spadaro
Carlos Spadaro (5 lutego 1902 - 15 listopada 1985) – piłkarz argentyński, napastnik (lewoskrzydłowy).
Jako piłkarz klubu Lanús wziął wraz z reprezentacją Argentyny udział w finałach mistrzostw świata w 1930 roku, gdzie Argentyna zdobyła wicemistrzostwo świata. W meczu z Meksykiem Spadaro zastąpił Maria Evarista.
W 1931 zdobył wraz z reprezentacją puchar Copa Chevallier Boutell
Nigdy nie zagrał w turnieju Copa América.
Po mistrzostwach świata przeniósł się do klubu Estudiantil Porteño Buenos Aires, z którym już w 1931 roku zdobył mistrzostwo Argentyny w ramach federacji piłkarskiej Asociación Argentina de Football.